# مالكوم روبرتس (مغني)
مالكوم روبرتس (بالإنجليزية: Malcolm Roberts)‏ هو مغني بريطاني، ولد في 31 مارس 1944 في مانشستر في المملكة المتحدة، وتوفي في 7 فبراير 2003 في أدلستون في المملكة المتحدة بسبب نوبة قلبية.

## وصلات خارجية
- مالكوم روبرتس على موقع IMDb (الإنجليزية)
- مالكوم روبرتس على موقع ميوزك برينز (الإنجليزية)
- مالكوم روبرتس على موقع ميوزك برينز (الإنجليزية)
- مالكوم روبرتس على موقع أول ميوزيك (الإنجليزية)
- مالكوم روبرتس على موقع ديسكوغز (الإنجليزية)
- مالكوم روبرتس على موقع ديسكوغز (الإنجليزية)